# Philibert Ier
Philibert Ier, dit le Chasseur, né le Chambéry en 7 août 1465 et mort à Lyon le 22 avril 1482, est le 4e duc de Savoie, prince de Piémont, comte d'Aoste, de Genève et de Romont, baron de Faucigny, de Gex et de Vaud, Grand-Maître de l'Ordre de l'Annonciade, de 1472 à 1482.

## Biographie

### Origines
Philibert naît le 7 (Guichenon, 1660),, ou 17 août 1465, au château ducal de Chambéry,. Il est le second fils du duc de Savoie et prince de Piémont, Amédée IX, et de son épouse, Yolande de France, fille du roi de France, Charles VII, et sœur de Louis XI,. Il a onze sœurs et frères.
Il a pour parrain, le marquis de Ferrare, et marraine, Jeanne de Chalon-Arlay, comtesse de La Chambre.

### Régence
Ses parents meurent alors qu'il est encore jeune. Il a sept ans lors de la mort de son père, en 1472, et treize à celle de sa mère la régente Yolande de France, en 1478.
Lors de la mort de son père, la cour s'est réfugiée à Verceil, en Piémont, afin de fuir la révolte fomentée par son oncle paternel, Philippe de Bresse, dit Sans Terre, qui occupent les terres savoyardes. La cérémonie d'investiture de Philibert a lieu rapidement à la suite de l'enterrement de son père devant la noblesse piémontaise, afin d'éviter que son oncle puisse revendiquer la succession.
Sa mère tente d'assurer les intérêts de son fils lors des guerres de Bourgogne (1474-1477), louvoyant entre le duc de Bourgogne, Charles le Téméraire, et la Confédération suisse. Milan cherche également à prendre l'ascendance sur la Savoie. La régente doit également faire face aux ambitions de ses beaux-frères, notamment Jacques de Savoie, comte de Romont, et Philippe Sans Terre, liés au parti bourguignon. Par ailleurs, son frère, le roi de France, Louis XI cherche à ramener dans son camps la Savoie, et il voit aussi l'occasion « d'invoquer le lien du sang pour prendre la « défense » des intérêts de son neveu Philibert de Savoie. »
Philibert est marié en janvier 1474 à sa cousine Blanche-Marie Sforza († 1510), fille de Galéas Marie, duc de Milan et de Bonne de Savoie, fille de du duc Louis Ier. 
En mai 1476, la régente et ses enfants, dont Philibert, partent s'installer dans le pays de Gex, se rapprochant notamment de la Bourgogne. Charles le Téméraire lui a promis de la mettre en sécurité. Yolande de Savoie lui refuse cependant un soutien militaire alors que le duc de Bourgogne qui souhaite enchainer les batailles. Elle décide alors de se rendre à Genève, où au cours du voyage elle est enlevée le 27 juin 1476 et envoyée au château de Rouvres. Philibert réussi à s'échapper et son oncle Louis XIle fait amener près de lui tout en organisant la libération de sa sœur.
Le roi de France en profite pour nommer Philippe de Bresse en gouverneur de Piémont, et l'évêque de Genève, Jean-Louis de Savoie, pour gouverneur de Savoie. Il se place également en protecteur du duc en prenant la tutelle sur son neveu.

### Règne éphémère
À la mort de sa mère, le 28 août 1478, il prend en charge le gouvernement du duché à l'âge de treize ans. Le roi place le duc Philibert sous la garde du seigneur d'Illins. Au mois de janvier 1480, il fait nommer le comte de la Chambre, gouverneur de Savoie et de Piémont.
Il se rend à Lyon, en 1482, afin de rencontrer le roi Louis XI.

### Mort et succession
Guichenon (1660) racontait que le duc « pour avoir fait excès à la chasse en des tournois et courses de bague à Lyon, tomba malade ».
Le jeune duc Philibert de Savoie meurt le 22 avril 1482, à Lyon,,,, à la suite d'une partie de chasse. Blanchard donnait le 2 avril, tandis que des auteurs donnent le 22 septembre. « Cette fin prématurée donna lieu à des soupçons d'empoisonnement. Rien de positif ne vint les appuyer » (Menabrea).
Son corps est ramené en Savoie et inhumé en l'abbaye d'Hautecombe, nécropole de la dynastie des Savoie ,. Ses entrailles sont quand à elles déposées dans l'ancienne église du couvent des Célestins de Lyon, près de son aïeul, le duc Louis Ier,.
Le duché de Savoie passe à son frère Charles, et sa veuve se remariera en 1494 à Maximilien Ier de Habsbourg, empereur germanique.